# Knowledge Musona
Knowledge Musona (ur. 21 czerwca 1990 w Norton) – piłkarz zimbabwejski grający na pozycji napastnika. Od 2021 roku jest zawodnikiem klubu  Al-Riyadh SC.

## Kariera klubowa
Karierę piłkarską Musona rozpoczynał w klubach Manyame FC i Hake United. W latach 2006–2009 uczęszczał do Aces Youth Soccer Academy. W 2009 roku przeszedł do południowoafrykańskiego Kaizer Chiefs z Johannesburga. 8 sierpnia 2009 roku zadebiutował w nim w Premier Soccer League w zremisowanym 0:0 domowym meczu z Santosem Kapsztad. W lipcu 2010 został uznany Debiutantem Roku w Premier Soccer League. W sezonie 2010/2011 strzelając 15 goli wywalczył tytuł króla strzelców południowoafrykańskiej ligi.
28 lipca 2011 Musona podpisał 5-letni kontrakt z niemieckim klubem TSG 1899 Hoffenheim za sumę około 3,5 miliona euro. Swój pierwszy mecz w Bundeslidze rozegrał 17 września 2011 przeciwko VfL Wolfsburg (3:1). W sezonie 2012/2013 był z niego wypożyczony do FC Augsburg, a w sezonie 2013-2014 do Kaizer Chiefs.
W 2014 roku Musona wyjechał do Belgii i został zawodnikiem KV Oostende. W 2018 roku przeszedł do Anderlechtu. W 2019 roku wypożyczono go do KSC Lokeren, a następnie do KAS Eupen.
| Sezon   | Klub                | Kraj              | Rozgrywki       | Mecze | Bramki |
| ------- | ------------------- | ----------------- | --------------- | ----- | ------ |
| 2009/10 | Kaizer Chiefs       | Południowa Afryka | Premier League  | 21    | 5      |
| 2010/11 | Kaizer Chiefs       | Południowa Afryka | Premier League  | 28    | 15     |
| 2011/12 | TSG 1899 Hoffenheim | Niemcy            | Bundesliga      | 16    | 0      |
| 2012/13 | FC Augsburg         | Niemcy            | Bundesliga      | 14    | 0      |
| 2013/14 | Kaizer Chiefs       | Południowa Afryka | Premier League  | 19    | 8      |
| 2014/15 | KV Oostende         | Belgia            | Eerste klasse A | 15    | 5      |
| 2015/16 | KV Oostende         | Belgia            | Eerste klasse A | 35    | 13     |
| 2016/17 | KV Oostende         | Belgia            | Eerste klasse A | 29    | 10     |
| 2017/18 | KV Oostende         | Belgia            | Eerste klasse A | 24    | 7      |
| 2018/19 | RSC Anderlecht      | Belgia            | Eerste klasse A | 8     | 1      |
| 2018/19 | KSC Lokeren         | Belgia            | Eerste klasse A | 6     | 1      |
| 2019/20 | RSC Anderlecht      | Belgia            | Eerste klasse A | 0     | 0      |
| 2019/20 | KAS Eupen           | Belgia            | Eerste klasse A | 7     | 2      |
| 2020/21 | KAS Eupen           | Belgia            | Eerste klasse A | 24    | 7      |

## Kariera reprezentacyjna
W reprezentacji Zimbabwe Musona zadebiutował 3 marca 2010 roku w wygranym 2:1 towarzyskim meczu z Malawi. W eliminacjach do Pucharu Narodów Afryki 2012 strzelił 4 gole: z Liberią (1:1), dwa z Mali (2:1) i z Republiką Zielonego Przylądka (1:2). Został powołany na Puchar Narodów Afryki 2017.